# XBIZ Award for Girl/Girl Performer of the Year
L'XBIZ Award for Girl/Girl Performer of the Year è un premio pornografico assegnato all'attrice omosessuale votata come migliore dalla XBIZ, l'ente che assegna gli XBIZ Awards.
Come per gli altri premi, viene assegnato nel corso di una cerimonia che si svolge a Los Angeles, solitamente nel mese di gennaio, dal 2014.

## Vincitrici
- April O'Neil (2014)[1]
- Prinzzess Felicity Jade (2015)[2]
- Vanessa Veracruz (2016)[3]
- Jenna Sativa (2017) [4]
- Darcie Dolce (2018)[5]
- Charlotte Stokely (2019, 2020)[6][7]
- Scarlett Sage (2021)[8]
- Kenna James (2022)[9]
- Aiden Ashley (2023)[10]
- Gizelle Blanco (2024)[11]
- Lilly Bell (2025)[12]